# Dimitrij Lvovič Abakumov
Dimitrij Lvovič Abakumov (rusko Дмитрий Львович Абакумов), sovjetski general, * 15. oktober 1901, † 29. september 1962.

## Življenjepis
Med drugo svetovno vojno je poveljeval naslednjim enotam: 21. strelski diviziji (1942-43), 80. strelski diviziji (1943-44) in 68. strelskemu korpusu (1944).